# Caorame
Il Caorame è un torrente della provincia di Belluno che nasce a sud del Sass de Mura, nel comune di Cesiomaggiore.
Da lì si immette nel Lago della Stua, per proseguire verso sud-ovest lungo tutta la Val Canzoi.
Un tempo alimentava mulini, magli, segherie lungo la valle e nelle frazioni di Al Bordugo e Salgarda.
Al termine del suo percorso si immette nel Piave poco a valle della traversa di Busche, dopo aver drenato un bacino di 100 km² e con una portata superiore ai 4 m³/s; è l'affluente del Piave con la più alta portata specifica (44 l/s*km). Il suo principale affluente è lo Stien.